# Ван Чжэлинь
Ван Чжэли́нь (кит. упр. 王哲林, пиньинь Wáng Zhélín; родился 20 января 1994 года) — китайский баскетболист, выступает на позиции центрового. Был выбран во втором раунде под 57-м номером на драфте НБА 2016 года командой «Мемфис Гриззлис». Рассматривался как один из наиболее талантливых китайских игроков.

## Карьера в Китае
В марте 2012 году Ван Чжэлинь впервые отбирался в состав сборной при подготовке к Олимпийскому турниру в Лондоне, однако в окончательный список не попал. В апреле 2012 года Ван был выбран для участия в турнире Nike Hoop Summit, где принял участие в победе над юниорами из США со счётом 84-75, а сам игрок набрал 19 очков, совершил 8 подборов, а также два блок-шота. Данные показатели оказались лучшими для китайского игрока, когда-либо принимавшего участие в турнире.
После успеха с национальной юношеской командой на различных турнирах, в июне 2012 года Ван заключил первый профессиональный контракт с клубом Китайской баскетбольной ассоциации «Фуцзянь Сюньсин» на сезон 2012–13. В дебютном сезоне стал ключевым игроком команды с результатом 20,3 очка и 12,9 подборов в среднем за матч. Однако после впечатляющего старта в следующих сезонах показатели несколько ухудшились.
Несмотря на достаточно слабый интерес к игроку со стороны клубов НБА, Ван решил выставить кандидатуру на драфт 2016 года, где был выбран во втором раунде под общим 57-м номером командой «Мемфис Гриззлис». Во второй раз в истории (после 2007 года) на драфте были выбраны два китайских игрока. Сразу же после драфта был отправлен в «Фуцзянь Сюньсин» для получения игровой практики.
В 2018 году выступал в летней лиге НБА уже в качестве игрока национальной сборной Китая. В первом матче китайская команда уступила «Индиане Пэйсерс» со счётом 56-36. Во втором матче сборная сыграла против «Хьюстон Рокетс», в которой также представитель Китая Чжоу Ци и также проиграла 78-66

. В третьем матче Ван смог набрать три очка, однако команда вновь уступила, на этот раз «Сакраменто Кингз», со счётом 73-42. В четвертой игре сборная выиграла первый матч на турнире у «Вашингтон Уизардс» со счётом 68-4. Ван не принял участие в матче из-за болезни. В последнем матче серии китайская команда проиграла «Детройт Пистонс» со счётом 66-62. В итоге, сборная Китая проиграла в четырёх матчах и только в одном выиграла, а Ван не смог принять участие во всех.

## Достижения
- Лучший молодой игрок Китайской баскетбольной ассоциации: 2012-13
- Чемпион Китая  (4) : 2013, 2014, 2015, 2017